# Seatgeek Stadium
Seatgeek Stadium är en fotbollsarena i Bridgeview, en förort till Chicago, i Illinois i USA som är hemmaarena för Chicago Red Stars i National Women's Soccer League (NWSL) och Chicago Bliss i Legends Football League (LFL). Arenan var 2006–2019 hemmaarena för Chicago Fire i Major League Soccer (MLS).
Arenan började byggas i slutet av 2004 och öppnades sommaren 2006 med en byggkostnad på cirka 100 miljoner dollar. Den hette från början Toyota Park, men namnet ändrades till Seatgeek Stadium 2018.
Arenans kapacitet är 20 000 åskådare vid sportevenemang och 28 000 åskådare vid konserter.
I arenan hölls Major League Soccers all star-match 2006 och fyra matcher i gruppspelet i Concacaf Women's Championship 2014.

## Fotogalleri

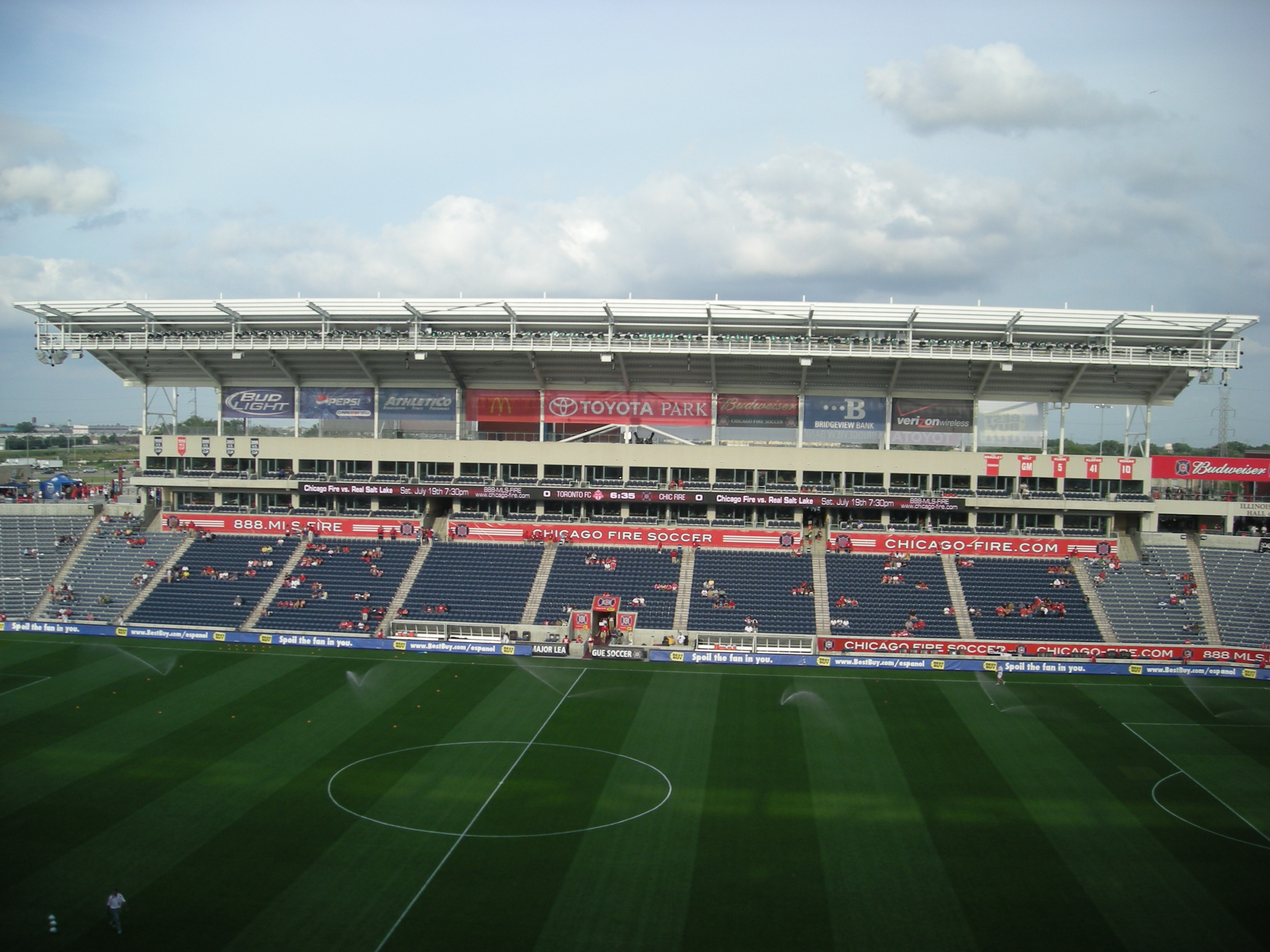
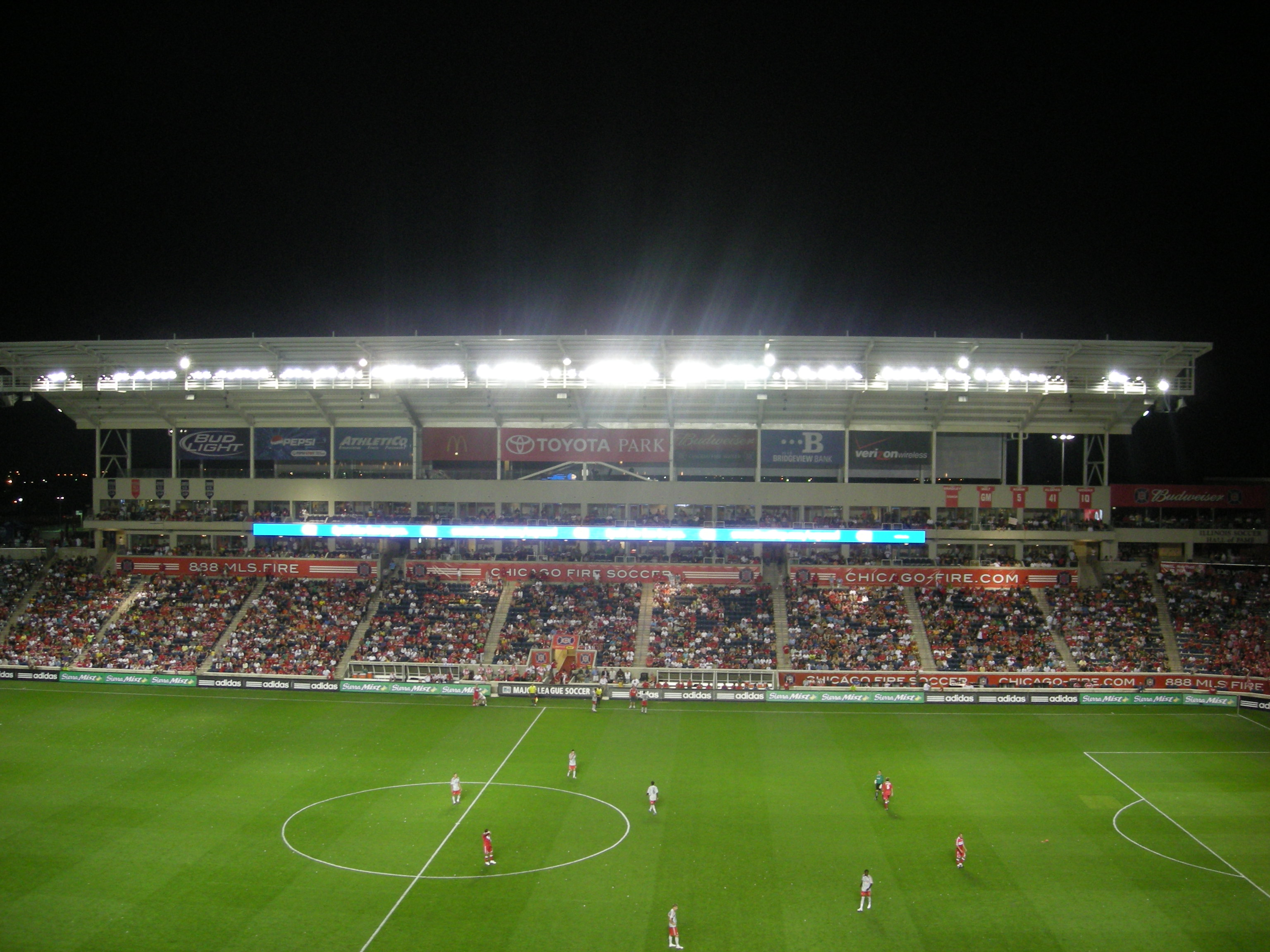
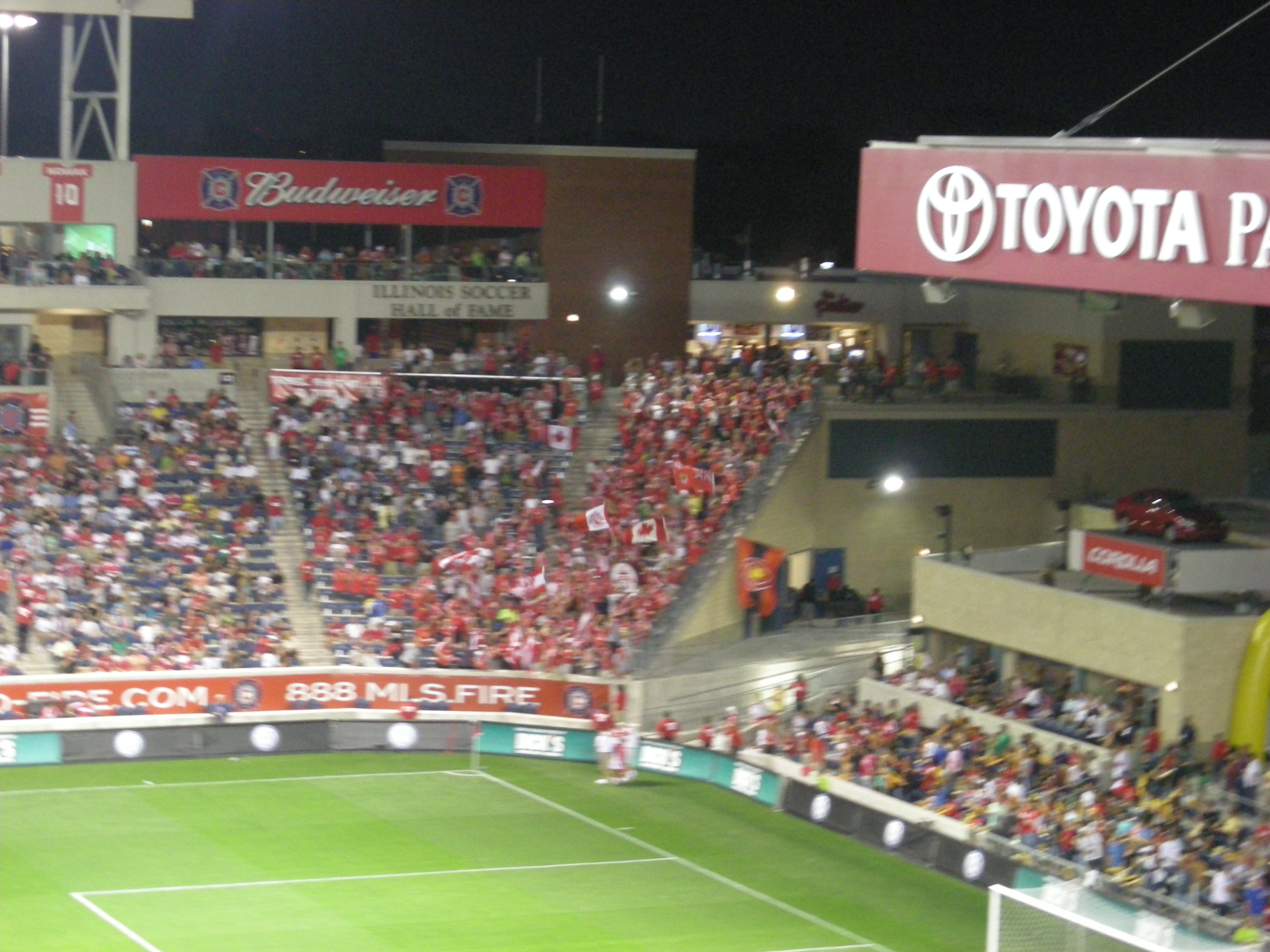
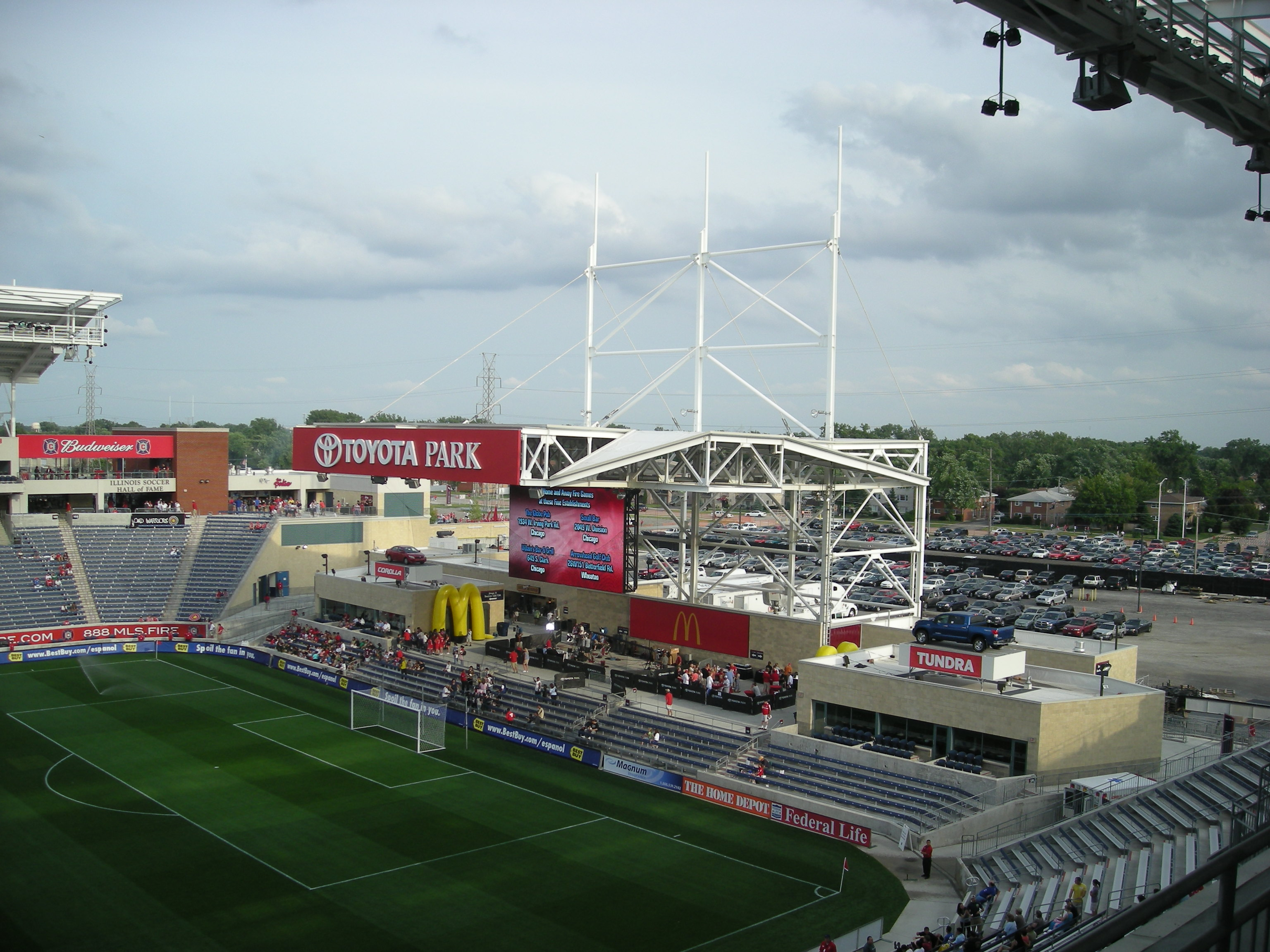
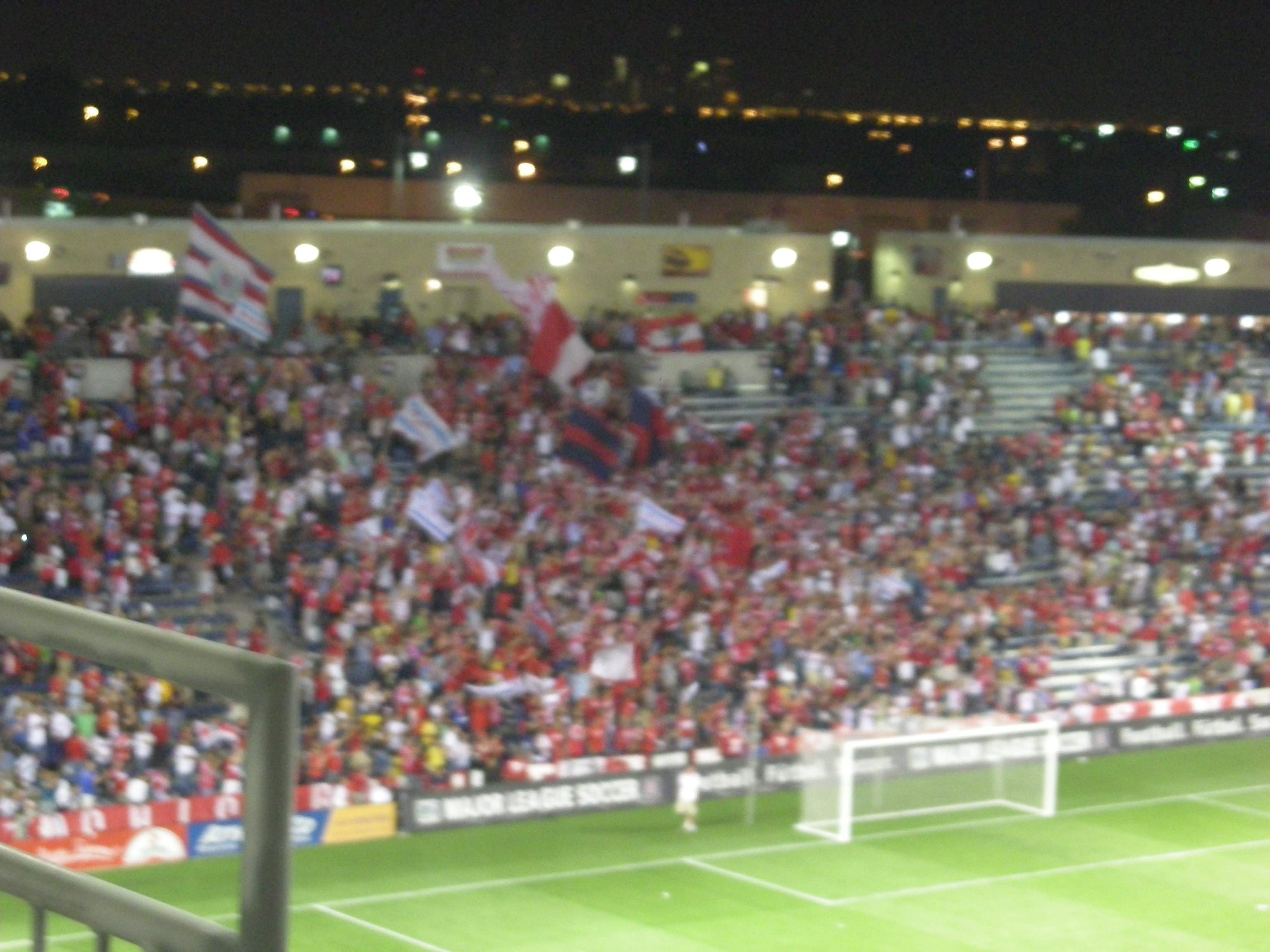
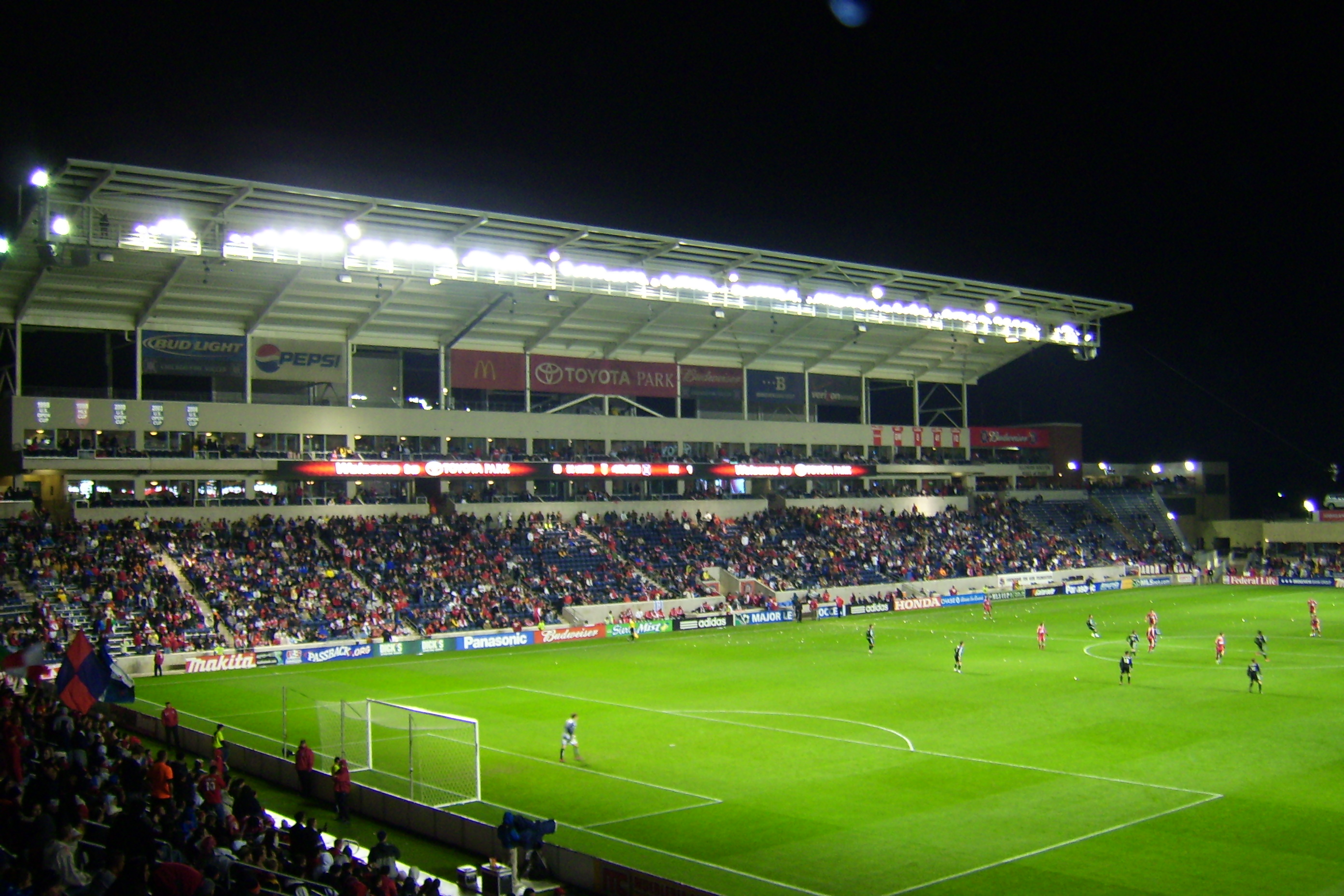